# Thomas de Multon, 1. Baron Multon de Egremont

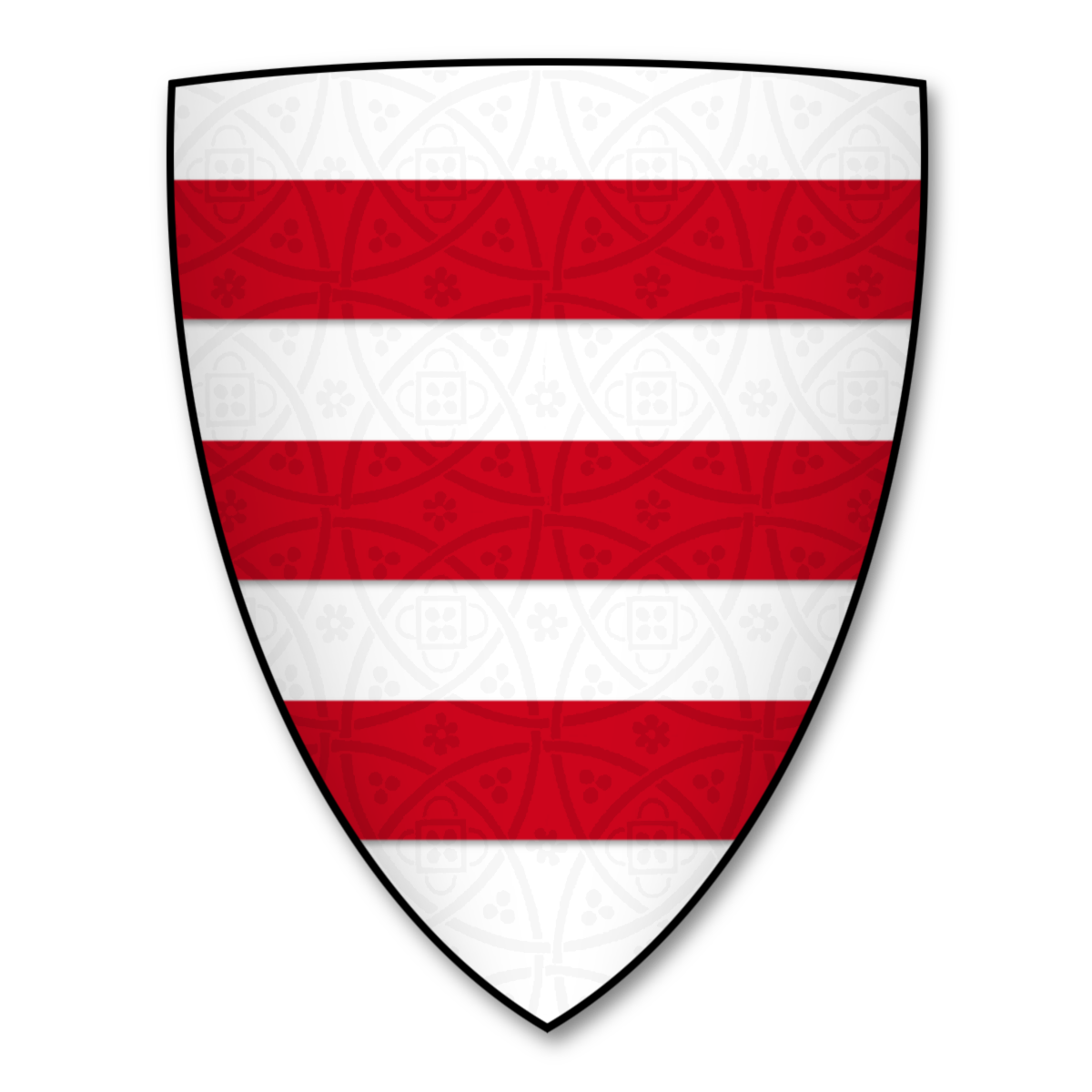
Wappen der Barone Multon de Egremont

Thomas de Multon, 1. Baron Multon de Egremont (auch Moulton) (* vor 21. Februar 1276; † vor 8. Februar 1322) war ein englischer Adliger.

## Leben
Thomas de Multon war ein Sohn von Thomas de Moulton und ein Enkel von Lambert de Moulton († 1246), einem Sohn von Thomas of Moulton. Lambert de Moulton hatte durch die Heirat mit Mabel de Lucy die Baronie Egremont in Cumberland erworben. Thomas de Multon nahm während des Ersten Schottischen Unabhängigkeitskriegs 1300 am Feldzug von König Eduard I. nach Schottland und an der Belagerung von Caerlaverock Castle teil. Am 26. Januar 1297 wurde er zu einer Parlamentsversammlung geladen, weshalb er als Baron Multon gilt. Zur Unterscheidung von seinem Großcousin Thomas de Multon, 1. Baron Multon de Gillesland wird er dabei als Baron Multon de Egremont bezeichnet. Bis zu seinem Tod wurde er zu weiteren Parlamenten geladen. Am 24. Mai 1321 gehörte er zu den fünfzehn nordenglischen Baronen, mit denen sich der gegen König Eduard II. rebellierende Thomas of Lancaster, 2. Earl of Lancaster in Pontefract Priory ein Verteidigungsbündnis schlossen. Dieses schloss aber den König ausdrücklich aus, so dass die meisten Barone Lancaster bei seiner Rebellion nicht unterstützten.
Thomas de Multon hatte 1297 Eleanor, eine Tochter von Richard de Burgh, 2. Earl of Ulster und dessen Frau Margaret de Guînes geheiratet. Mit ihr hatte er einen Sohn und drei Töchter:
- John de Multon, 2. Baron Multon de Egremont († 1334)
- Joan de Multon († 1363) ⚭ Robert Fitzwalter, 2. Baron Fitzwalter
- Elizabeth de Multon ⚭ Walter de Bermichan
- Margaret de Multon ⚭ Thomas de Lucy, 2. Baron Lucy

Sein Erbe wurde sein Sohn John Multon. Als dieser 1334 ohne Nachkommen starb, fiel der Titel in Abeyance. Der Besitz wurde unter den drei Töchtern von Thomas de Multon aufgeteilt.